# NGC 4653
NGC 4653 је спирална галаксија у сазвежђу Девица која се налази на NGC листи објеката дубоког неба.
Деклинација објекта је - 0° 33' 40" а ректасцензија 12h 43m 51,0s. Привидна величина (магнитуда) објекта NGC 4653 износи 12,1 а фотографска магнитуда 12,8. Налази се на удаљености од 39,1000 милиона парсека од Сунца. NGC 4653 је још познат и под ознакама UGC 7900, MCG 0-33-6, CGCG 15-9, IRAS 12412-0017, PGC 42847.